# Tell Taya
Tell Taya is een archeologische vindplaats of nederzettingsheuvel in het gouvernement Ninawa in Irak. De plaats was bewoond van het derde tot het eerste millennium v.Chr.

## Onderzoeksgeschiedenis
De vindplaats werd voor het eerst in 1938 beschreven door Seton Lloyd tijdens zijn archeologische verkenning van het gebied.  Tell Taya is in 1967–1969 en 1972–1973 opgegraven door een team van de British School of Archaeology in Iraq onder leiding van J.E. Reade. Tijdens het onderzoek werden veel stenen gebouwen gedocumenteerd. Uit de 9 bewoningslagen kwam veel aardewerk, kleitabletten en rolzegels.

## Tell Taya en omgeving
Tell Taya ligt ongeveer 20 km ten zuidwesten van Mosoel en Ninive. Vroeger was het gebied rondom de plaats gunstig voor landbouw, en konden handelsroutes beheerst worden. De vindplaats is ongeveer 155 hectare groot en de centrale tell is 9 m hoog.

## Bewoningsgeschiedenis
Er zijn aanwijzingen dat bewoning van Tell Taya al in de Vroeg-dynastieke Periode begon. De belangrijkste bewoningslaag van Tell Taya dateert uit de tweede helft van het derde millennium v.Chr., uit de periode van het ontstaan van het Akkadische Rijk. De plaats werd daarna nog minder intensief bewoond tijdens de Oud-Babylonische periode en de Neo-Assyrische periode.